# Серпова вулиця (Київ)
Серпова́ ву́лиця — вулиця у Святошинському районі міста Києва, місцевості Академмістечко, Святошин. Пролягає від Сільської вулиці до вулиці Академіка Доброхотова.
Прилучається Ірпінська вулиця та перетинає вулиця Гетьмана Кирила Розумовського.

## Історія
Вулиця виникла у середині XX століття під назвою Нова. Сучасна назва з 1955 року.

## Установи та заклади
- Загальноосвітня спеціалізована середня школа № 185 ім. Вернадського (буд. № 20/6)
- Київське міське головне управління земельних ресурсів (буд. № 3/14)

## Зображення

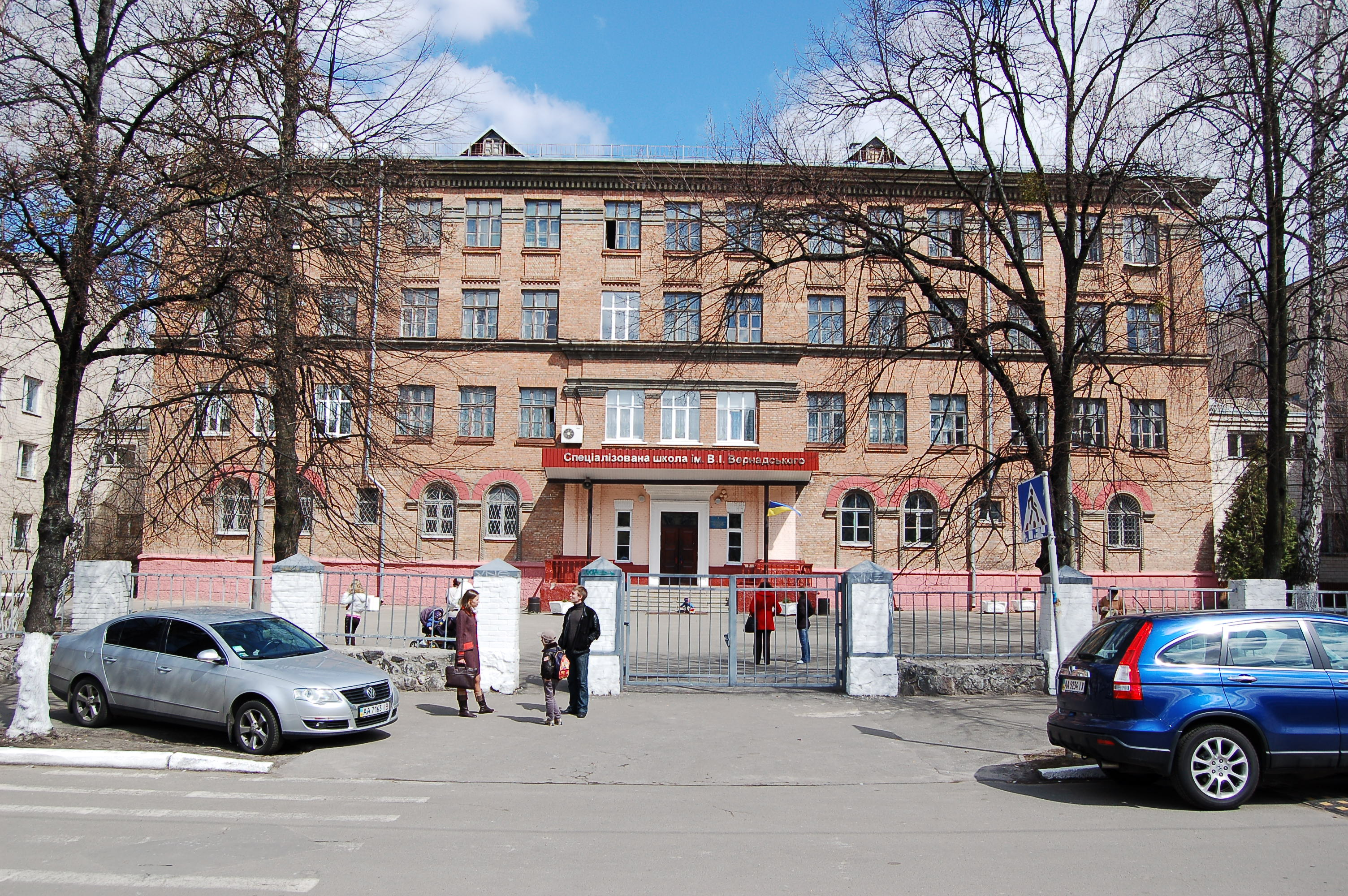
Школа № 185 ім. Вернадського на Серповій вулиці
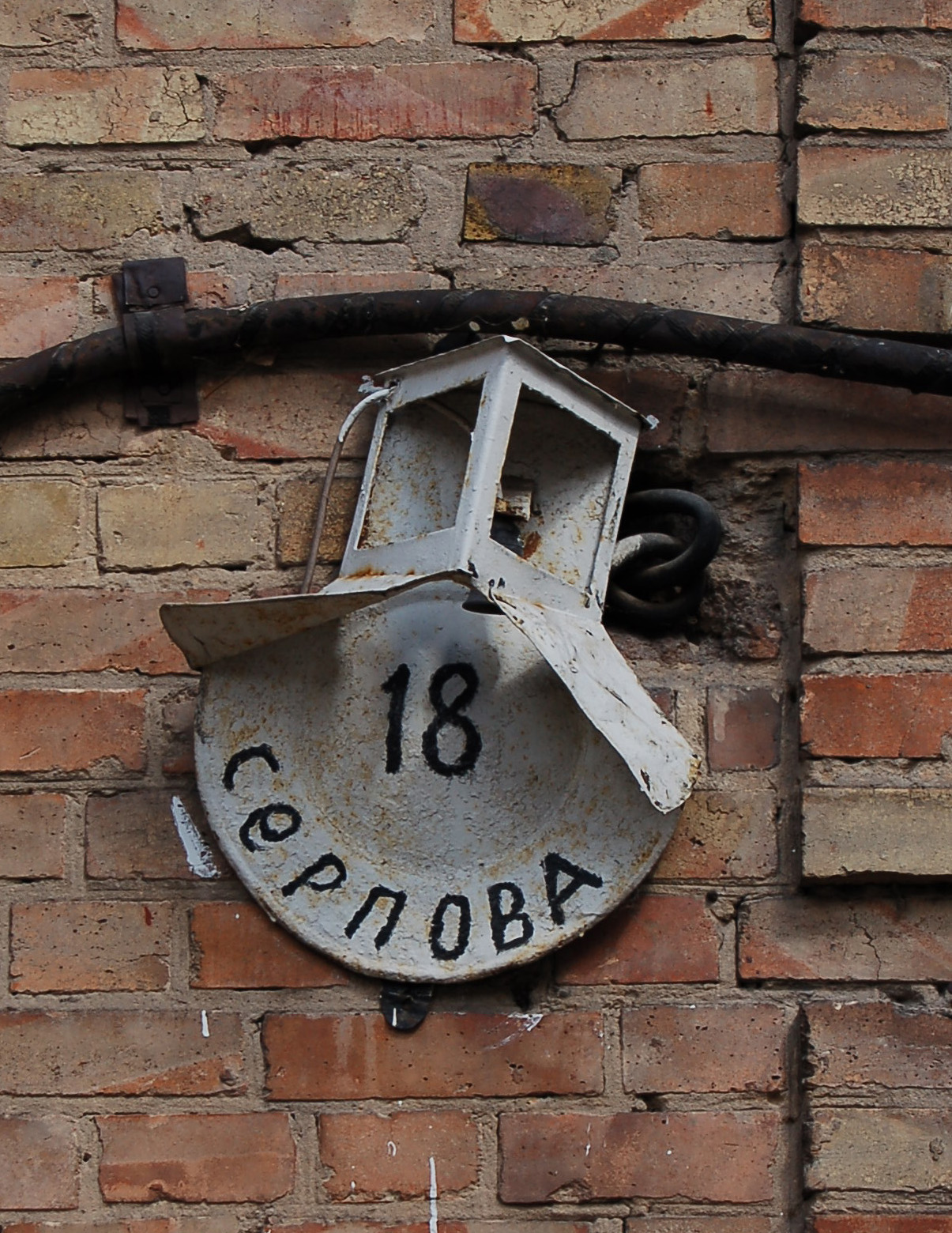
Старовинна адресна табличка